# 7734 Kaltenegger
7734 Kaltenegger este un asteroid din centura principală, descoperit pe 25 iunie 1979, de Eleanor Helin și Schelte Bus.